# Zervochoria
Zervochoria (in greco Ζερβοχώρια?) è un ex comune della Grecia nella periferia della Macedonia Centrale di 3146 abitanti secondo i dati del censimento 2001.
È stato soppresso a seguito della riforma amministrativa, detta piano Kallikratis, in vigore dal gennaio 2011 ed è ora compreso nel comune di Polygyros.